# Jan z Krosna
Jan z Krosna, Jan Krosner, Joannes Crosnerus, Ioanne Crosnero, (ur. 1593 w Krośnie, zm. 13 lutego 1631 w Krakowie) – ksiądz, profesor, doktor obojga praw (tj. cywilnego i kanonicznego) Akademii Krakowskiej, biegły w wielu naukach, w tym w teologii i w prawie.
Był nauczycielem w Poznaniu i przebywał we Włoszech.
Autor dzieł naukowych, np.; Quaestio ex Cap. sicut grave. Ext. Iuncta L. sub praetextu C. De transactionibus.( A M. Ioanne Crosnero, I. U. Doctore, in Alma Academia Crac. pro loco inter I. U. Doctores obtinendo proposita. Die [6] Febr. [H 14] Anno D. M.DC.XX (1620?)). Dzieła dedykował biskupom, np. jedno z nich zadedykował biskupowi przemyskiemu Janowi Wężykowi, a drugie Quaestio Iuramento Confirmatio biskupowi Marcinowi Szyszkowskiemu. Zapisał 800 złotych polskich na Glichowie i Czerminie, dla kolegium jurydycznego.
Życie poświęcił naukom i usługom religijnym w Krakowie. 
Zmarł w Krakowie, gdzie w kościele św. Idziego przyjaciele postawili mu nagrobek. 